# Bregaglia
Bregaglia (německy Bergell) je obec ve švýcarském kantonu Graubünden, okresu Maloja. Nachází se asi 15 kilometrů jihozápadně od Svatého Mořice na samotném vrcholu údolí Engadin. Větší část obce se pak nachází v údolí Val Bregaglia. Žije zde přibližně 1 500 obyvatel.
Obec vznikla k 1. lednu 2010 sloučením menších, původně samostatných obcí Bondo, Castasegna, Soglio, Stampa a Vicosoprano.

## Geografie

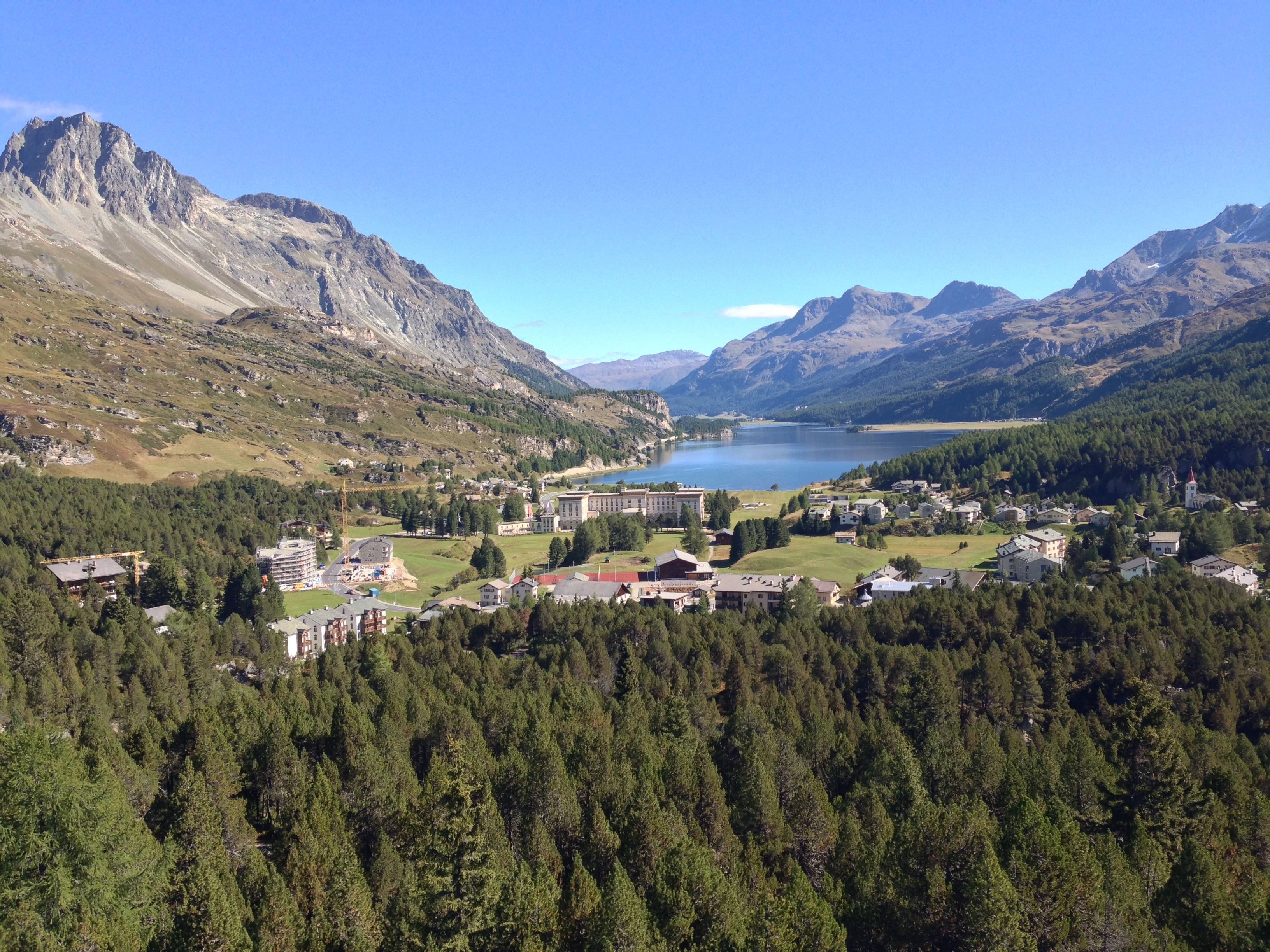
Maloja s jezerem Silsersee

Jednotlivé části politické obce se rozprostírají převážně ve stejnojmenném údolí. Nejvýše položená vesnice Maloja se pak nachází na horním konci údolí Engadin. Nadmořská výška jednotlivých částí proto značně kolísá, a to od 720 metrů (Castasegna) až po cca 1 800 metrů (Maloja).
Nad vesnicí Maloja, pod sedlem Lunghin, pramení řeka Inn. Ta se následně vlévá do jezera Silsersee, za kterým pak pokračuje údolím Engadin dále do Rakouska (úmoří Černého moře). Nachází se zde jedno z významných evropských rozvodí; v nedaleké dolině Val Maroz totiž pramení řeka Mera, jež následně teče přes Vicosoprano, Bondo a Castasegnu do Itálie, kde vlévá se do řeky Addy (úmoří Jaderského moře).

### Politika
Dříve samostatné obce Bondo, Castasegna, Soglio, Stampa a Vicosoprano se na základě výsledku hlasování sloučily k 1. lednu 2010 do nové obce Bregaglia. Její obecní rada, zvaná municipio, se skládá ze 7 členů ze všech menších obcí.

## Obyvatelstvo

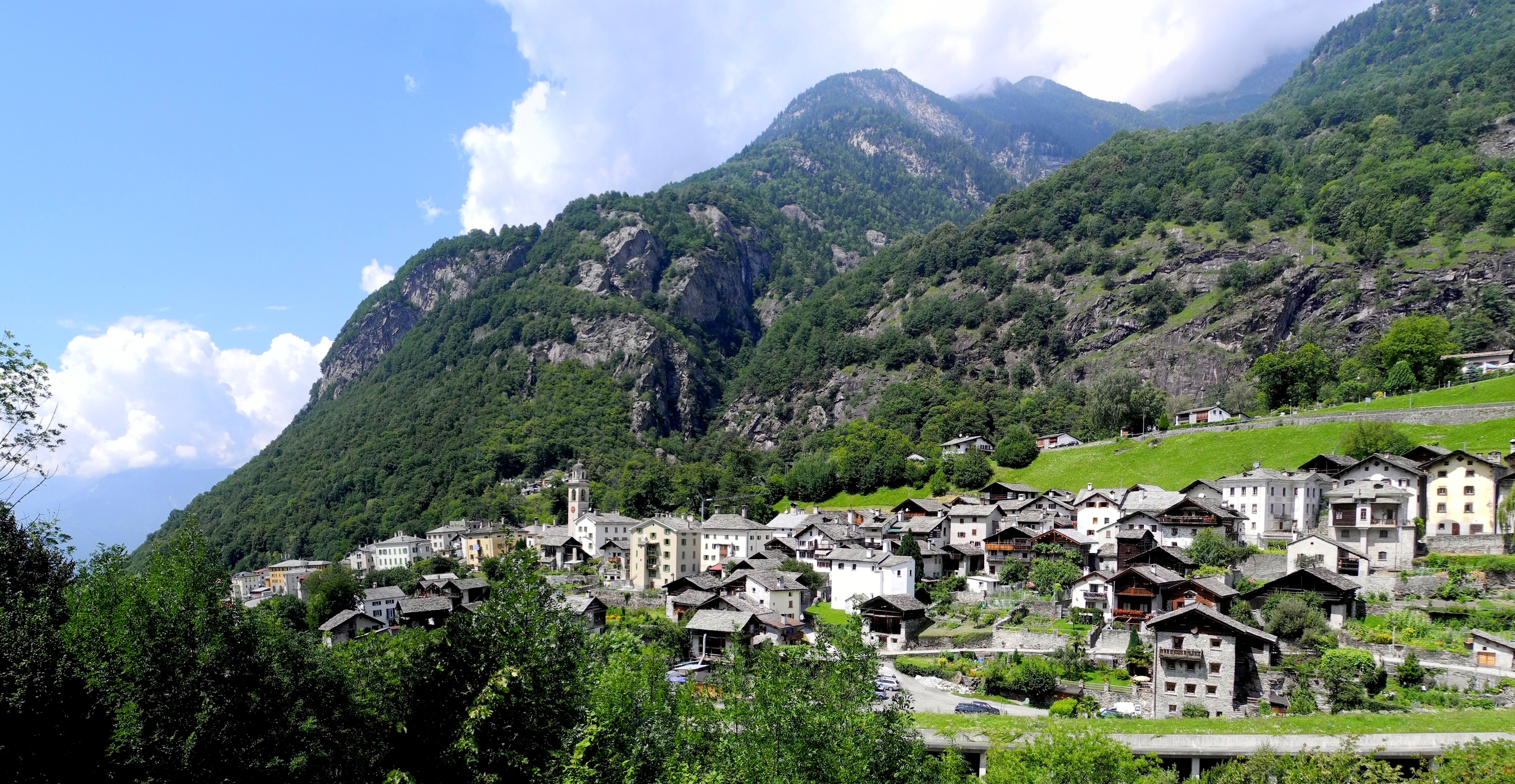
Pohled na vesnici Castasegna

| Rok            | 1980  | 1990  | 2000  | 2010  | 2011  | 2012  | 2013  | 2014  | 2015  | 2016  | 2017  |
| Počet obyvatel | 1 395 | 1 434 | 1 503 | 1 601 | 1 583 | 1 576 | 1 564 | 1 543 | 1 536 | 1 537 | 1 531 |

### Jazyky
Bregaglia je jednou z převážně italsky mluvících obcí kantonu Graubünden. Zatímco vesnice Maloja je dvojjazyčná (používá se němčina i italština), v ostatních vesnicích jasně převládá italština a němčina tvoří deseti- až dvacetiprocentní menšinu. V Bregaglii se mluví lombardským dialektem a již několik desetiletí zde také roste německy mluvící menšina. Původně se tu mluvilo také rétorománsky, ale tento jazyk byl téměř zcela vytlačen. Jeho posledních několik mluvčích na území obce zůstalo také ve vesnici Maloja; mnohem větší podíl stále zaujímá v obcích dolního Engadinu či v regionu Surselva. V ostatních obcích se stále častěji mluví o tzv. nářečí Bargaiot, kombinujícím (na základě lombardského dialektu) italské a rétorománské prvky s německými slovy. Jazykový vývoj v posledních desetiletích ukazuje následující tabulka:
| Jazyky na území dnešní obce Bregaglia |                   |                   |                   |                   |                   |                   |
| Jazyk                                 | Sčítání lidu 1980 | Sčítání lidu 1980 | Sčítání lidu 1990 | Sčítání lidu 1990 | Sčítání lidu 2000 | Sčítání lidu 2000 |
| Jazyk                                 | Počet             | Podíl             | Počet             | Podíl             | Počet             | Podíl             |
| Němčina                               | 197               | 14,12 %           | 280               | 19,53 %           | 297               | 19,76 %           |
| Rétorománština                        | 44                | 3,15 %            | 37                | 2,58 %            | 37                | 2,46 %            |
| Italština                             | 1 117             | 80,07 %           | 1 084             | 75,59 %           | 1 127             | 74,98 %           |
| Počet obyvatel                        | 1 395             | 100 %             | 1 434             | 100 %             | 1 503             | 100 %             |

## Doprava
Obcí prochází kantonální hlavní silnice č. 3 v trase Chur – Silvaplana – průsmyk Maloja. Nejbližší železniční stanice se nachází ve Svatém Mořici na Albulské a Berninské dráze.